# 탐색적 자료 분석
탐색적 자료 분석(영어: Exploratory data analysis)은 존 튜키라는 미국의 저명한 통계학자가 창안한 자료 분석 방법론이다. 기존의 통계학이 정보의 추출에서 가설 검정 등에 치우쳐 자료가 가지고 있는 본연의 의미를 찾는데 어려움이 있어, 이를 보완하고자 주어진 자료만 가지고도 충분한 정보를 찾을 수 있도록 여러 가지 탐색적 자료 분석 방법을 개발하였다. 대표적인 예로 박스플롯을 들 수 있다. 탐색적 자료 분석을 통하여 자료에 대한 충분한 이해를 한 후에 모형 적합 등의 좀 더 정교한 모형을 개발할 수 있다.

## 같이 보기
- 앤스컴 콰르텟
- 데이터 드레징
- 예측 분석
- 기술통계학